# Fußball- und Sportverein Zwickau 1997-1998
Questa voce raccoglie le informazioni riguardanti il Fußball- und Sportverein Zwickau nelle competizioni ufficiali della stagione 1997-1998.

## Stagione
Nella stagione 1997-1998 il Zwickau, allenato da Heinz Werner, Charly Körbel e Hans-Uwe Pilz, concluse il campionato di 2. Bundesliga al 17º posto e fu retrocesso in Regionalliga. In Coppa di Germania il Zwickau fu eliminato al primo turno dallo Schalke 04.

## Rosa
| N. |                                 | Ruolo | Calciatore         |
| -- | ------------------------------- | ----- | ------------------ |
| 12 | Germania (bandiera)             | P     | Rainer Hoffmeister |
| 1  | Lettonia (bandiera)             | P     | Oļegs Karavajevs   |
| 30 | Germania (bandiera)             | P     | Dirk Meyer         |
| 36 | Germania (bandiera)             | P     | Maik Schöner       |
| 2  | Germania (bandiera)             | D     | André Barylla      |
| 18 | Germania (bandiera)             | D     | Marco Förster      |
| 17 | Germania (bandiera)             | D     | Sven Günther       |
| 5  | Germania (bandiera)             | D     | Jens Härtel        |
| 10 | Germania (bandiera)             | D     | Lars Hermel        |
| 14 | Bosnia ed Erzegovina (bandiera) | D     | Murat Jasarević    |
| 20 | Germania (bandiera)             | D     | Peter Keller       |
| 6  | Germania (bandiera)             | D     | Steffen Menze      |
| 7  | Germania (bandiera)             | D     | Holm Pinder        |
| 28 | Germania (bandiera)             | D     | Thomas Rudolf      |
| 3  | Germania (bandiera)             | D     | Jan Seifert        |

| N. |                      | Ruolo | Calciatore        |
| -- | -------------------- | ----- | ----------------- |
| 19 | Canada (bandiera)    | C     | Jason Bent        |
| 16 | Germania (bandiera)  | C     | René Beuchel      |
| 23 | Germania (bandiera)  | C     | Sascha Lense      |
| 11 | Germania (bandiera)  | C     | Sirko Pohl        |
| 9  | Germania (bandiera)  | C     | René Schmidt      |
| 8  | Germania (bandiera)  | C     | André Schuster    |
| 27 | Germania (bandiera)  | C     | Gunnar Stabenow   |
| 4  | Germania (bandiera)  | C     | Torsten Viertel   |
| 24 | Germania (bandiera)  | C     | Marcus Wieland    |
| 25 | Canada (bandiera)    | A     | Dwayne De Rosario |
| 40 | Germania (bandiera)  | A     | Uwe Hartenberger  |
| 29 | Germania (bandiera)  | A     | Andreas Hoppe     |
| 13 | Germania (bandiera)  | A     | Carsten Klee      |
| 26 | Finlandia (bandiera) | A     | Marko Rajamäki    |

## Organigramma societario
Area tecnica
- Allenatore: Hans-Uwe Pilz
- Allenatore in seconda:
- Preparatore dei portieri:
- Preparatori atletici:

## Calciomercato

### Sessione estiva
| Acquisti | Acquisti          | Acquisti              | Acquisti |
| R.       | Nome              | da                    | Modalità |
| -------- | ----------------- | --------------------- | -------- |
| A        | Andri Sigþórsson  | KR Reykjavík          |          |
| A        | Marko Rajamäki    | Inter Turku           |          |
| C        | René Beuchel      | Eintracht Francoforte |          |
| A        | Dwayne De Rosario | Blue Devils           |          |
| D        | Marco Förster     | VfB Lipsia            |          |
| A        | Uwe Hartenberger  | Waldhof Mannheim      |          |
| D        | Holm Pinder       | VfB Lipsia            |          |
| C        | René Schmidt      | Uerdingen 05          |          |
| C        | André Schuster    | Rot-Weiss Essen       |          |

| Cessioni | Cessioni      | Cessioni          | Cessioni |
| R.       | Nome          | a                 | Modalità |
| -------- | ------------- | ----------------- | -------- |
| A        | Danilo Kunze  | Chemnitz          |          |
| D        | Rene Groth    | Dinamo Dresda     |          |
| C        | Rico Glaubitz | Concordia Ihrhove |          |
| C        | René Hecker   | LR Ahlen          |          |
| A        | Jörg Kirsten  | LR Ahlen          |          |
| A        | Boris Lucic   | Sachsen Lipsia    |          |

### Sessione invernale
| Acquisti | Acquisti         | Acquisti     | Acquisti |
| R.       | Nome             | da           | Modalità |
| -------- | ---------------- | ------------ | -------- |
| C        | Einar Daníelsson | KR Reykjavík |          |

| Cessioni | Cessioni         | Cessioni     | Cessioni |
| R.       | Nome             | a            | Modalità |
| -------- | ---------------- | ------------ | -------- |
| A        | Andri Sigþórsson | KR Reykjavík |          |
| C        | Einar Daníelsson | KR Reykjavík |          |

## Risultati

### 2. Bundesliga

#### Girone di andata
| Arbitro: | Wagner |

|                      |           |             |
| Thoben 25’ Myyry 38’ | Marcatori | 71’ Seifert |

| Arbitro: | Gettke |

|  |           |                                                          |
|  | Marcatori | 23’ Oberleitner 45’ García 74’ Rraklli 76’ (rig.) Hartig |

| Arbitro: | Kinhöfer |

|           |           |  |
| Kerbr 12’ | Marcatori |  |

| Arbitro: | Wack |

|                                                   |           |  |
| Schmidt 17’, 31’ De Rosario 43’ Hermel 86’ (rig.) | Marcatori |  |

| Arbitro: | Salver |

|                                  |           |                      |
| Jasarević 57’ (aut.) Demandt 60’ | Marcatori | 65’ Hermel 90’ Menze |

| Arbitro: | Schütz |

|                     |           |                            |
| Klee 54’ Hermel 72’ | Marcatori | 42’ (rig.) Meyer 81’ Papic |

| Arbitro: | Lange |

|  |           |           |
|  | Marcatori | 64’ Krieg |

| Arbitro: | Kammerer |

|                                                                |           |          |
| Niestroj 21’ Dobrovol'skij 32’ (rig.) Rietpietsch 55’ Tare 63’ | Marcatori | 76’ Klee |

| Zwickau 5 ottobre 1997, ore 15:00 CEST 9ª giornata | Zwickau | 0 – 0 referto | Wattenscheid 09 | Westsachsenstadion (3 910 spett.)\| Arbitro: \| Hufgard \| |
| Arbitro:                                           | Hufgard |               |                 |                                                            |

| Arbitro: | Meyer |

|             |           |  |
| Bounoua 11’ | Marcatori |  |

| Zwickau 26 ottobre 1997, ore 15:00 CEST 11ª giornata | Zwickau | 0 – 0 referto | Energie Cottbus | Westsachsenstadion (4 461 spett.)\| Arbitro: \| Wezel \| |
| Arbitro:                                             | Wezel   |               |                 |                                                          |

| Arbitro: | Margenberg |

|                       |           |  |
| Ziemer 43’ Möckel 58’ | Marcatori |  |

| Arbitro: | Kadach |

|  |           |              |
|  | Marcatori | 90’ Hoffmann |

| Arbitro: | Frey |

|  |           |          |
|  | Marcatori | 47’ Klee |

| Arbitro: | Sippel |

|  |           |                                                |
|  | Marcatori | 19’ (rig.) Gerstner 45’ Zimmermann 69’ Rusayev |

| Arbitro: | Fleischer |

|          |           |          |
| Wolf 38’ | Marcatori | 49’ Klee |

| Arbitro: | Friedrichs |

|            |           |  |
| Günther 4’ | Marcatori |  |

#### Girone di ritorno
| Zwickau 13 febbraio 1998, ore 19:00 CET 18ª giornata | Zwickau  | 0 – 0 referto | Meppen | Westsachsenstadion (8 000 spett.)\| Arbitro: \| Kammerer \| |
| Arbitro:                                             | Kammerer |               |        |                                                             |

| Arbitro: | Wack |

|                    |           |  |
| Okoh 46’ Seitz 88’ | Marcatori |  |

| Arbitro: | Kemmling |

|           |           |             |
| Lense 87’ | Marcatori | 61’ Azzouzi |

| Arbitro: | Insam |

|                                    |           |                |
| Scherz 19’ Scharping 22’ Mason 70’ | Marcatori | 59’ Daníelsson |

| Zwickau 15 marzo 1998, ore 15:00 CET 22ª giornata | Zwickau | 0 – 0 referto | Magonza | Westsachsenstadion (3 468 spett.)\| Arbitro: \| Hauer \| |
| Arbitro:                                          | Hauer   |               |         |                                                          |

| Arbitro: | Wezel |

|                                                           |           |                                |
| Krieg 10’ Brdarić 12’ Younga-Mouhani 16’, 49’ Akonnor 83’ | Marcatori | 56’ (rig.) Hermel 71’ Rajamäki |

| Arbitro: | Neis |

|  |           |          |
|  | Marcatori | 64’ Fach |

| Arbitro: | Weiner |

|                           |           |            |
| Feinbier 37’ Schmugge 90’ | Marcatori | 26’ Hermel |

| Arbitro: | Insam |

|                                   |           |  |
| Vier 11’, 23’, 56’, 84’ Meyer 56’ | Marcatori |  |

| Arbitro: | Hilmes |

|  |           |                   |
|  | Marcatori | 40’ (rig.) Kevric |

| Arbitro: | Koop |

|                        |           |          |
| Hoßmang 19’ Zöphel 41’ | Marcatori | 39’ Klee |

| Arbitro: | Byernetzky |

|                      |           |                           |
| Viertel 22’ Klee 64’ | Marcatori | 27’, 80’ Ćirić 85’ Ziemer |

| Arbitro: | Friedrichs |

|               |           |                                |
| Weißhaupt 25’ | Marcatori | 62’ Klee 67’ Viertel 72’ Lense |

| Arbitro: | Hufgard |

|                      |           |  |
| Schmidt 75’ Klee 80’ | Marcatori |  |

| Arbitro: | Gettke |

|                                 |           |                                   |
| Holetschek 16’ Weber 65’ (rig.) | Marcatori | 10’ Härtel 53’ Hermel 87’ Günther |

| Arbitro: | Frey |

|            |           |          |
| Pinder 42’ | Marcatori | 40’ Wolf |

| Arbitro: | Kammerer |

|                             |           |                      |
| van Buskirk 15’ Wollitz 48’ | Marcatori | 49’ Schmidt 60’ Klee |

### Coppa di Germania
| Arbitro: | Buchhart |

|  |           |             |
|  | Marcatori | 20’ Wilmots |

## Statistiche

### Statistiche di squadra
| Competizione      | Punti | In casa | In casa | In casa | In casa | In casa | In casa | In trasferta | In trasferta | In trasferta | In trasferta | In trasferta | In trasferta | Totale | Totale | Totale | Totale | Totale | Totale | DR  |
| Competizione      | Punti | G       | V       | N       | P       | Gf      | Gs      | G            | V            | N            | P            | Gf           | Gs           | G      | V      | N      | P      | Gf     | Gs     | DR  |
| ----------------- | ----- | ------- | ------- | ------- | ------- | ------- | ------- | ------------ | ------------ | ------------ | ------------ | ------------ | ------------ | ------ | ------ | ------ | ------ | ------ | ------ | --- |
| 2. Bundesliga     | 28    | 17      | 3       | 7       | 7       | 13      | 18      | 17           | 3            | 3            | 11           | 19           | 37           | 34     | 6      | 10     | 18     | 32     | 55     | -23 |
| Coppa di Germania | -     | 1       | 0       | 0       | 1       | 0       | 1       | 0            | 0            | 0            | 0            | 0            | 0            | 1      | 0      | 0      | 1      | 0      | 1      | -1  |
| Totale            | 28    | 18      | 3       | 7       | 8       | 13      | 19      | 17           | 3            | 3            | 11           | 19           | 37           | 35     | 6      | 10     | 19     | 32     | 56     | -24 |

### Andamento in campionato
| Giornata  | 1  | 2  | 3  | 4  | 5  | 6  | 7  | 8  | 9  | 10 | 11 | 12 | 13 | 14 | 15 | 16 | 17 | 18 | 19 | 20 | 21 | 22 | 23 | 24 | 25 | 26 | 27 | 28 | 29 | 30 | 31 | 32 | 33 | 34 |
| --------- | -- | -- | -- | -- | -- | -- | -- | -- | -- | -- | -- | -- | -- | -- | -- | -- | -- | -- | -- | -- | -- | -- | -- | -- | -- | -- | -- | -- | -- | -- | -- | -- | -- | -- |
| Luogo     | T  | C  | T  | C  | T  | C  | C  | T  | C  | T  | C  | T  | C  | T  | C  | T  | C  | C  | T  | C  | T  | C  | T  | C  | T  | T  | C  | T  | C  | T  | C  | T  | C  | T  |
| Risultato | P  | P  | P  | V  | N  | N  | P  | P  | N  | P  | N  | P  | P  | V  | P  | N  | V  | N  | P  | N  | P  | N  | P  | P  | P  | P  | P  | P  | P  | V  | V  | V  | N  | N  |
| Posizione | 14 | 18 | 18 | 17 | 15 | 14 | 15 | 18 | 17 | 18 | 18 | 18 | 18 | 18 | 18 | 18 | 18 | 18 | 18 | 18 | 18 | 18 | 18 | 18 | 18 | 18 | 18 | 18 | 18 | 18 | 18 | 18 | 18 | 17 |

Legenda:

Luogo: C = Casa; T = Trasferta. Risultato: V = Vittoria; N = Pareggio; P = Sconfitta.

### Statistiche dei giocatori
| Giocatore       | 2. Bundesliga | 2. Bundesliga | 2. Bundesliga | 2. Bundesliga | Coppa di Germania | Coppa di Germania | Coppa di Germania | Coppa di Germania | Totale   | Totale | Totale      | Totale     |
| Giocatore       | Presenze      | Reti          | Ammonizioni   | Espulsioni    | Presenze          | Reti              | Ammonizioni       | Espulsioni        | Presenze | Reti   | Ammonizioni | Espulsioni |
| --------------- | ------------- | ------------- | ------------- | ------------- | ----------------- | ----------------- | ----------------- | ----------------- | -------- | ------ | ----------- | ---------- |
| A. Barylla      | 14            | 0             | 3             | 0             | 0                 | 0                 | 0                 | 0                 | 14       | 0      | 3           | 0          |
| J. Bent         | 13            | 0             | 2             | 0             | 1                 | 0                 | 0                 | 0                 | 14       | 0      | 2           | 0          |
| R. Beuchel      | 19            | 0             | 3             | 1             | 1                 | 0                 | 0                 | 0                 | 20       | 0      | 3           | 1          |
| E. Daníelsson   | 12            | 1             | 2             | 0             | 0                 | 0                 | 0                 | 0                 | 12       | 1      | 2           | 0          |
| D. De Rosario   | 12            | 1             | 0             | 0             | 1                 | 0                 | 0                 | 0                 | 13       | 1      | 0           | 0          |
| M. Förster      | 16            | 0             | 3             | 0             | 0                 | 0                 | 0                 | 0                 | 16       | 0      | 3           | 0          |
| R. Groth        | 1             | 0             | 0             | 0             | 0                 | 0                 | 0                 | 0                 | 1        | 0      | 0           | 0          |
| S. Günther      | 30            | 2             | 6             | 1             | 1                 | 0                 | 0                 | 0                 | 31       | 2      | 6           | 1          |
| U. Hartenberger | 8             | 0             | 0             | 0             | 0                 | 0                 | 0                 | 0                 | 8        | 0      | 0           | 0          |
| L. Hermel       | 30            | 6             | 2             | 0             | 1                 | 0                 | 0                 | 0                 | 31       | 6      | 2           | 0          |
| R. Hoffmeister  | 15            | 0             | 1             | 0             | 0                 | 0                 | 0                 | 0                 | 15       | 0      | 1           | 0          |
| A. Hoppe        | 1             | 0             | 0             | 0             | 0                 | 0                 | 0                 | 0                 | 1        | 0      | 0           | 0          |
| J. Härtel       | 31            | 1             | 7             | 0             | 1                 | 0                 | 0                 | 0                 | 32       | 1      | 7           | 0          |
| M. Jasarević    | 10            | 0             | 2             | 0             | 1                 | 0                 | 0                 | 0                 | 11       | 0      | 2           | 0          |
| O. Karavajevs   | 15            | 0             | 0             | 0             | 1                 | 0                 | 0                 | 0                 | 16       | 0      | 0           | 0          |
| P. Keller       | 7             | 0             | 1             | 1             | 0                 | 0                 | 0                 | 0                 | 7        | 0      | 1           | 1          |
| C. Klee         | 24            | 9             | 4             | 1             | 0                 | 0                 | 0                 | 0                 | 24       | 9      | 4           | 1          |
| D. Kunze        | 6             | 0             | 0             | 0             | 0                 | 0                 | 0                 | 0                 | 6        | 0      | 0           | 0          |
| S. Lense        | 33            | 2             | 5             | 0             | 1                 | 0                 | 0                 | 0                 | 34       | 2      | 5           | 0          |
| S. Menze        | 33            | 1             | 7             | 0             | 1                 | 0                 | 0                 | 0                 | 34       | 1      | 7           | 0          |
| D. Meyer        | 2             | 0             | 0             | 0             | 0                 | 0                 | 0                 | 0                 | 2        | 0      | 0           | 0          |
| H. Pinder       | 23            | 1             | 2             | 0             | 0                 | 0                 | 0                 | 0                 | 23       | 1      | 2           | 0          |
| S. Pohl         | 8             | 0             | 1             | 0             | 0                 | 0                 | 0                 | 0                 | 8        | 0      | 1           | 0          |
| M. Rajamäki     | 19            | 1             | 2             | 0             | 1                 | 0                 | 0                 | 0                 | 20       | 1      | 2           | 0          |
| T. Rudolf       | 6             | 0             | 0             | 0             | 0                 | 0                 | 0                 | 0                 | 6        | 0      | 0           | 0          |
| R. Schmidt      | 21            | 4             | 7             | 1             | 1                 | 0                 | 0                 | 0                 | 22       | 4      | 7           | 1          |
| A. Schuster     | 4             | 0             | 0             | 0             | 1                 | 0                 | 0                 | 0                 | 5        | 0      | 0           | 0          |
| M. Schöner      | 3             | 0             | 0             | 0             | 0                 | 0                 | 0                 | 0                 | 3        | 0      | 0           | 0          |
| J. Seifert      | 20            | 1             | 4             | 0             | 0                 | 0                 | 0                 | 0                 | 20       | 1      | 4           | 0          |
| A. Sigþórsson   | 5             | 0             | 3             | 0             | 0                 | 0                 | 0                 | 0                 | 5        | 0      | 3           | 0          |
| G. Stabenow     | 1             | 0             | 0             | 0             | 0                 | 0                 | 0                 | 0                 | 1        | 0      | 0           | 0          |
| T. Viertel      | 8             | 2             | 0             | 0             | 0                 | 0                 | 0                 | 0                 | 8        | 2      | 0           | 0          |
| M. Wieland      | 5             | 0             | 1             | 0             | 1                 | 0                 | 0                 | 0                 | 6        | 0      | 1           | 0          |